# Streaplers
Streaplers est un groupe suédois de rock, originaire de Kungälv. Stylistiquement parlant, les Streaplers sont considérés comme un groupe de dansband. 

## Histoire
Streaplers se forme en 1959 à Kungälv en tant que groupe de musique pop, puis devient un dansband. Les premiers membres de Streaplers sont Gert Lengstrand (chant), Mats Alfredsson, Göran Liljeblad, Håkan Liljeblad et Lasse Larsson. En tant que dansband, ils connaissent un grand succès sur Svensktoppen avec des chansons telles que Valentino en 1976, Jag har en dröm en 1987 et Till min kära qui, en 1995-1997, passe 73 semaines au hit-parade, dont 22 à la première place.
En 2002, Göran Liljeblad reçoit le Guldklaven dans la catégorie « guitariste de l'année ». La compilation Guldkorn, avec un mélange d'anciennes et de nouvelles chansons, sort chez Mariann Grammofon. En 2003, Jörgen Flach remplace Lasse Larsson qui est malade. Anders Larsson travaille en 2004 pour terminer l'album Gör det igen. En 2005, le groupe reçoit le prix Guldklaven à Malung dans la catégorie du « groupe de danse de l'année » et sort l'album Vad som än händer, le deuxième du groupe, sur Scranta Grammofon. 
Les membres restants sont Kenny Samuelsson, Anders Larsson (qui succède à Lasse Larsson, décédé le 26 août 2004 (Anders Larsson est le neveu de Lasse Larsson), Kjetil Granli, Per Lundin et Maxi Jäsklid.
En 2011, SVT diffuse le documentaire Streaplers och evigheten (sous-titré En film om musikalisk stamina), de Michaela Brådhe Hennig et Rex Brådhe, sur les plus de 50 ans de carrière du groupe. En 2020, le groupe participe à l'émission télévisée Dansa hemma, une initiative de SVT pendant la pandémie de Covid-19.

## Discographie
| Année | Album                             | Meilleure position |
| Année | Album                             | SUÈ                |
| ----- | --------------------------------- | ------------------ |
| 1975  | Bugga                             | 4                  |
| 1976  | Valentino                         | 6                  |
| 1978  | Speed                             | 34                 |
| 1979  | Om jag säger att jag älskar...    | 35                 |
| 1986  | Älskar, älskar inte               | 44                 |
| 1997  | Allt det som kärleken är          | 54                 |
| 2004  | Gör det igen                      | 57                 |
| 2005  | Vad som än händer                 | 60                 |
| 2005  | Vad som än händer                 | 60                 |
| 2006  | Bugga med the Streaplers          | 60                 |
| 2007  | Bästa!                            | 18                 |
| 2009  | Ett år i taget                    | 15                 |
| 2009  | Jubileums Show - Live på Liseberg | 8                  |
| 2012  | På egna vägar                     | 3                  |
| 2013  | I alla väder                      | 2                  |
| 2014  | Hela veckan lång                  | 2                  |
| 2016  | On the Rocks                      | 8                  |
| 2019  | Jubileumsfavoriter                | 10                 |
| 2020  | En Gång Till                      | 4                  |
| 2023  | En bra plats i livet              | 57                 |
| 2024  | Still Going Strong                | 36                 |